# Lapptjärnen (Jörns socken, Västerbotten, 725523-170069)
Lapptjärnen är en sjö i Skellefteå kommun i Västerbotten och ingår i Byskeälvens huvudavrinningsområde.